# Nicolás Alejandro Cabrera
Nicolás Alejandro Cabrera (La Plata, Provincia de Buenos Aires, Argentina, 5 de junio de 1984) es un exfutbolista argentino que jugaba de mediocampista. Actualmente es el ayudante de campo de Chirola Romero en la primera de Gimnasia y Esgrima La Plata.

## Trayectoria

### Gimnasia LP
Debutó con Gimnasia y Esgrima de La Plata el 3 de agosto de 2003, cuando el equipo era dirigido por Mario Gómez. El partido finalizó con 1-0 favorable a Boca Juniors. Jugó en Gimnasia y Esgrima La Plata hasta el Torneo Apertura 2006. En su primera etapa en el club platense logró jugar 71 encuentros y convertir 3 goles, incluyendo en la Copa Libertadores y la Copa Sudamericana.

### Racing Club
A principios del año 2007 un grupo inversor compró su pase por 3 millones de Dólares y lo cedió a Racing Club para el Torneo Clausura 2007. 

### Newell's Old Boys
En 2008 fue fichado por Newell's Old Boys pero por problemas con Ricardo Caruso Lombardi, el entrenador del primer equipo en ese momento, se fue del mismo.

### Vélez Sarfield
Vélez Sarsfield compró el 50% de su pase en julio de 2008. Disputó sólo los primeros partidos del Torneo Clausura de 2009 por sufrir una grave lesión, pero sin embargo se coronó campeón con Vélez en dicho certamen.

### Independiente
El 28 de junio de 2010 firmó un contrato de tres años con Independiente de Avellaneda, con Independiente obtuvo la Copa Sudamericana.

### Gimnasia LP
A fines de 2011 empezó a sonar fuerte como posible refuerzo de Gimnasia y Esgrima La Plata, el 6 de enero de 2012 logra retornar al club del cual surgió como profesional. En Gimnasia jugó desde enero del 2012 hasta diciembre del mismo año.

### Fines del 2012 mediados del 2013
Durante el fin del 2012 y mediados del 2013 se encontró relegado del plantel profesional de Gimnasia y Esgrima La Plata por problemas con su entrenador y con su ayudante de campo. El 6 de enero de 2013 le pidió a la Dirigencia del Club Tripero 15 días de licencia sin goce de sueldo para poder ir a probarse a la MLS de los Estados Unidos, sin embargo no pudo fichar para ningún club por lo tanto siguió en Gimnasia.

### All Boys
En junio del 2013, luego de haber quedado libre de Gimnasia y Esgrima La Plata se incorpora a All Boys, equipo de la Primera División de Argentina dirigido por Julio César Falcioni. Firmó contrato por un año con el club de Floresta.
Villa San Carlos
En condición de jugador libre, Nicolás Cabrera fichó para el Club Atlético Villa San Carlos, elenco que milita en la Primera B del fútbol argentino.

## Clubes
| Club                           | País      | Años      | Goles |
| ------------------------------ | --------- | --------- | ----- |
| Gimnasia y Esgrima de La Plata | Argentina | 2003-2006 | 3     |
| Racing Club                    | Argentina | 2007      | 1     |
| Newell's Old Boys              | Argentina | 2008      | 1     |
| Vélez Sársfield                | Argentina | 2008-2010 | 3     |
| Independiente                  | Argentina | 2010-2011 | 4     |
| Gimnasia y Esgrima de La Plata | Argentina | 2012-2013 | 7     |
| All Boys                       | Argentina | 2013-2014 | 2     |
| Quilmes Atlético Club          | Argentina | 2014-2015 | 1     |
| Villa San Carlos               | Argentina | 2016-2017 | 0     |
| Kuala Lumpur                   | Malasia   | 2017-2018 | 0     |

## Palmarés

### Campeonatos nacionales
| Título           | Club            | País      | Año    |
| ---------------- | --------------- | --------- | ------ |
| Primera División | Vélez Sarsfield | Argentina | C-2009 |

### Copas internacionales
| Título            | Club          | País      | Año  |
| ----------------- | ------------- | --------- | ---- |
| Copa Sudamericana | Independiente | Argentina | 2010 |